# Dryope (mère de Pan)
Pour les articles homonymes, voir Dryope.
Ne doit pas être confondu avec Dryope (Thessalie).
Dryope (en grec : Δρυόπη) est un personnage de la mythologie grecque. 
Homère mentionne qu'elle est une fille du roi Dryops, qui, avec Hermès, donne naissance au dieu berger Pan. Il y a une Dryope dans le récit arcadien, mais elle a Amphissos comme fils. 
Virgile écrit à son tour que Dryope est une aimée de Faunus, et qu'elle est donc mère du guerrier Tarquitus. 
Depuis que le Faunus  italique a été assimilé au Pan grec, la saga a probablement changé au fil du temps, faisant passer le rôle de Dryope de la mère d'un dieu berger à sa bien-aimée. 

## Littérature
- Paul Weizsäcker, « Dryope 2 », in: Wilhelm Heinrich Roscher (Hrsg.): Ausführliches Lexikon der griechischen und römischen Mythologie. Band 1,1, Leipzig 1886, Sp. 1204 (Digitalisat).
- Hans von Geisau, « Dryope 2 », in: Der Kleine Pauly (KlP). Band 2, Stuttgart 1967, Sp. 172.
- Jakob Escher-Bürkli, « Dryope 2 », in: Paulys Realencyclopädie der classischen Altertumswissenschaft (RE). Band V, 2, Stuttgart 1905, Sp. 1747.